# Hrabstwo Neosho

Piramida wieku hrabstwa

Hrabstwo Neosho – hrabstwo położone w USA w stanie Kansas z siedzibą w mieście Erie. Założone 3 czerwca 1861 roku.

## Miasta
- Chanute
- Erie
- St. Paul
- Thayer
- Galesburg
- Stark
- Earlton

## Sąsiednie Hrabstwa
- Hrabstwo Allen
- Hrabstwo Bourbon
- Hrabstwo Crawford
- Hrabstwo Labette
- Hrabstwo Montgomery
- Hrabstwo Wilson
- Hrabstwo Woodson